# Vilém Staněk

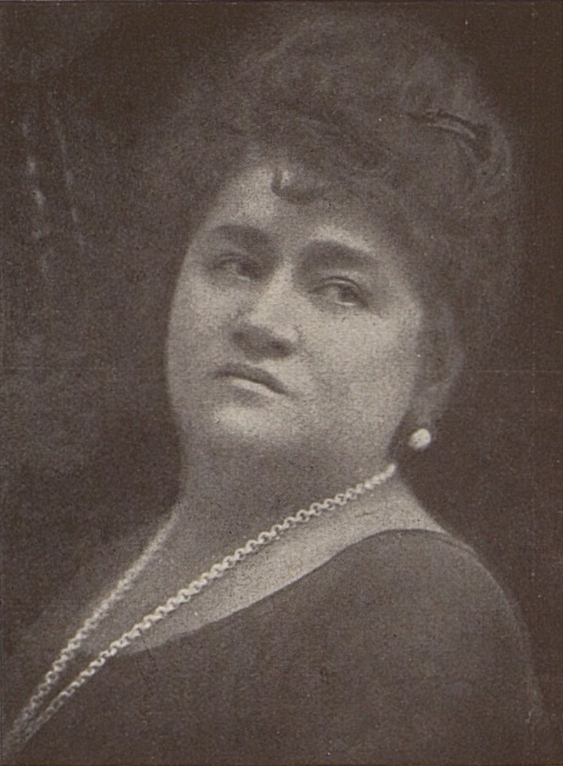
Jeho manželka Kitty Staňková, rozená Bendová (1866–1942), foto kolem roku 1927; sňatek 30. října 1886 v Praze

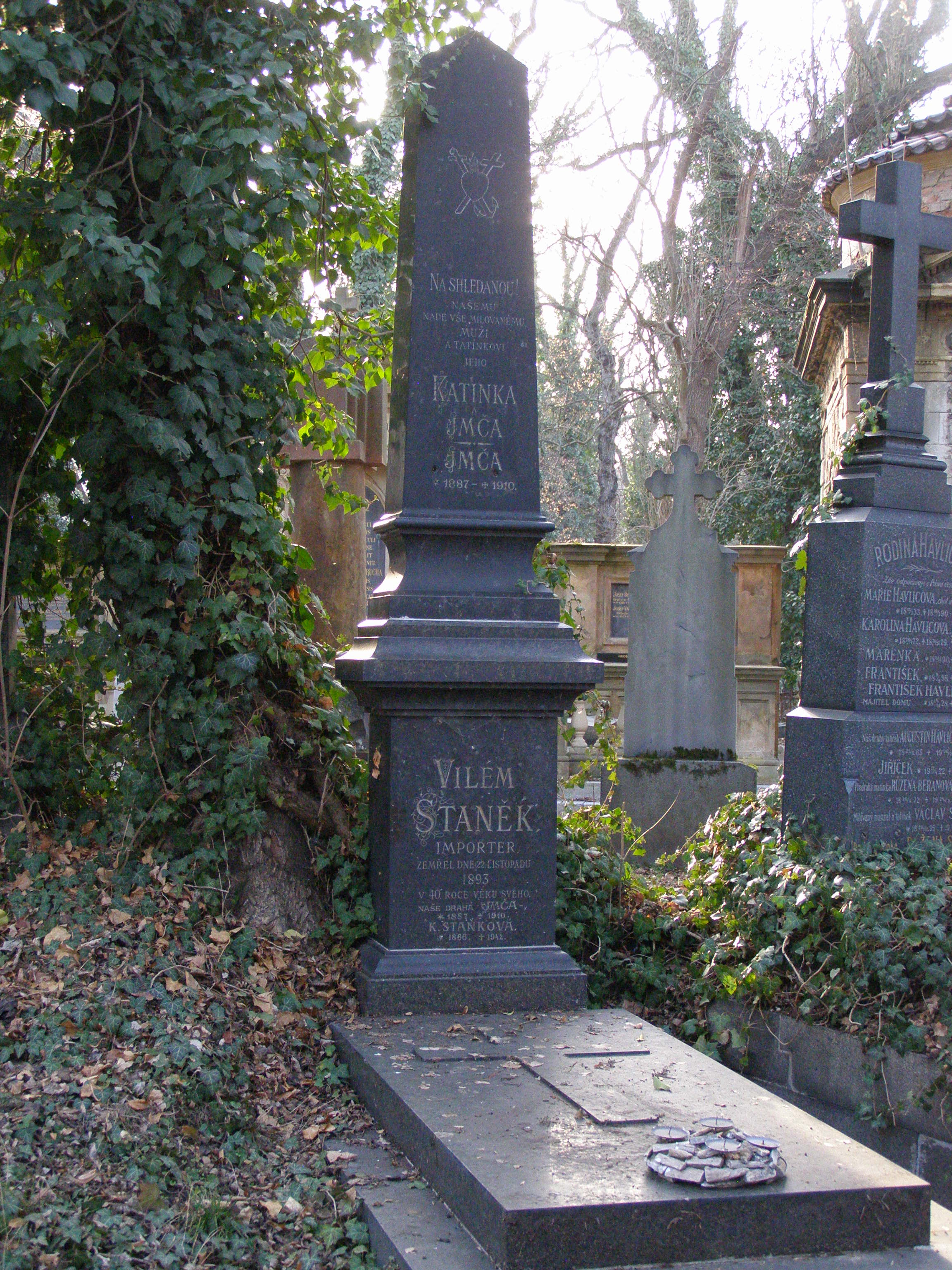
Hrob manželů Staňkových na pražských Olšanských hřbitovech

Vilém Staněk (též německy Wilhelm Stanek, 1853 Praha – 22. listopadu 1893 Praha) byl český podnikatel, majitel importního závodu pro dovoz orientálního zboží, sídlícího na pražském Novém Městě. Jím založená firma byla největším a nejstarším podnikem svého druhu v Rakousku-Uhersku a mj. byla první, která v českých zemích nabízela k prodeji čaj. Po Staňkově předčasném úmrtí převzala řízení firmy jeho manželka Kitty Staňková.

## Život

### Mládí
Narodil se v Praze jako nejstarší ze čtyř synů v rodině Jana Staňka, strojmistra knihtiskárny A. Haase v Praze. Po absolvování základího a středního vzdělání začal obchodně cestovat: pravidelně navštěvoval mj. Nižnij Novgorod v Ruském impériu, kde se seznámil se sortimentem orientálního zboží, mj. čajem. Rozhodl se zřídit vlastní firmu, která by se zabývala přímým dovozem čaje z Ruska a Asie a roku 1876 si v tzv. Popelově domě na rohu Ferdinandovy (později Národní, č. 32) třídy a Charvátovy ulice otevřel obchod nazvaný Ruský obchod s čajem. Pokračoval v zahraničních cestách na komoditní burzy, mj. v Londýně či Paříži, posléze díky tomu rozšířil sormiment firmy na dovážená vína, lihoviny, kávu, likéry aj.

### Maison Staněk
Při svém delším pobytu v Paříži byl ovlivněn módní vlnou orientalismu, tedy evropské fascinace asijskou kulturou, začal uvažovat o možnostech přímého dovozu dalšího zboží, zejména z oblastí Číny a Japonska. Roku 1879 pak zakoupil v od své provozovny jen několik desítek metrů vzdálené Vladislavově ulici dům č. 13 (dle nového číslování pak č. 15), nazvaný Maison Staněk, kde zřídil sídlo, sklad a další prodejní prostory firmy, včetně jednoho celého patra, kde byla vystavena mj. keramika, oděvy, zbraně a další zboží. Obě provozovny spojil jedním z prvních pražských telefonních linek.
V 80. letech 19. století pak byla firma jedna z prvních, která začala do Rakouska-Uherska dovážet bambus a bambusový nábytek. Zboží do Prahy cestovalo námořní cestou a přes přístav v Hamburku, firma pak měla vlastní zastoupení v Hongkongu a Jokohamě. Staňkův podnik též významně pracoval také s prvky propagace a reklamy: inzeráty se objevovaly v nejrůznějších typech periodik, na divadelních programech či plakátovacích plochách. Realizaci vzhledu inzerátů či plakátů asistoval Vilémův mladší bratr Emanuel Staněk (1860–1920), absolvent pražské AVU, dále pak výtvarných akademií v Berlíně a Paříži. Emanuel byl inspirován orientálními výtvarnými prvky, díky podpoře bratra patrně navštívil Japonsko a roku 1885 vytvořil obraz Japonka s čajovým náčiním, považovaný za možná první českou japanografii. Obrazy a grafiky bývaly vystaveny též ve velkých výlohách obchodů, které zákazníky mj. lákali angažováním živého figuranta černé pleti či vystavováním kuriózních předmětů (velké sochy či vázy). Po Praze se rovněž pohybovaly vozy s nápisem firmy na bocích.

### Úmrtí
Vilém Staněk zemřel 22. listopadu 1893 v Praze ve věku asi 40 let následkem plicní choroby. Pohřben byl v rodinné hrobce na Olšanských hřbitovech.
Po jeho smrti převzala řízení obchodu jeho manželka Kitty Staňková (1866–1942). Obchod se již roku 1896 přesunul do menších prodejních prostor ve Vladislavově 17, kde pak spolu s provozovnou na Ferdinandově třídě úspěšně po několik desítek let prosperoval. Emanuel Staněk se po bratrově smrti odstěhoval do Paříže, kde působil jako reklamní kreslíř, závěr života pak strávil v Anglii. V obchodu paní Staňkové byl pak po dlouhou dobu zaměstnán čínský prodejce Gü Li, který se stal známou postavou pražského společenského života.
Podnik byl pak těžce postižen Velkou hospodářskou krizí, původní budova Popelova domu pak okolo roku 1930 ustoupila stavbě funkcionalistické budovy, navazující na palác Chicago. Roku 1938 se pak ocitla v konkurzu a zboží bylo úředně rozprodáno.

### Rodinný život
Vilém Staněk uzavřel na pražském magistrátu v Praze 30. října 1886 civilní sňatek s Kateřinou (Kitty), rozenou Bendovou (1866–1942).

### U umění
Staňkův obchod je zmíněn též v knize Jaroslava Haška Osudy dobrého vojáka Švejka, kdy Švejk v rámci jedné z mnoha svých historek vypráví o instalaci vypouklého zrcadla ve výloze Staňkova obchodu.

## Galerie

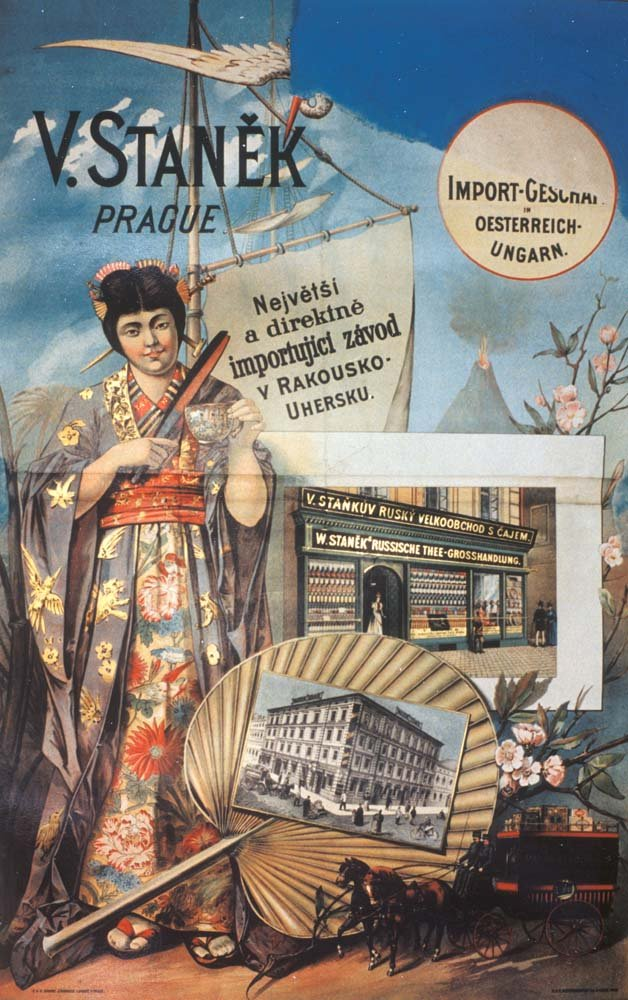
Plakát firmy navržený Emanuelem Staňkem
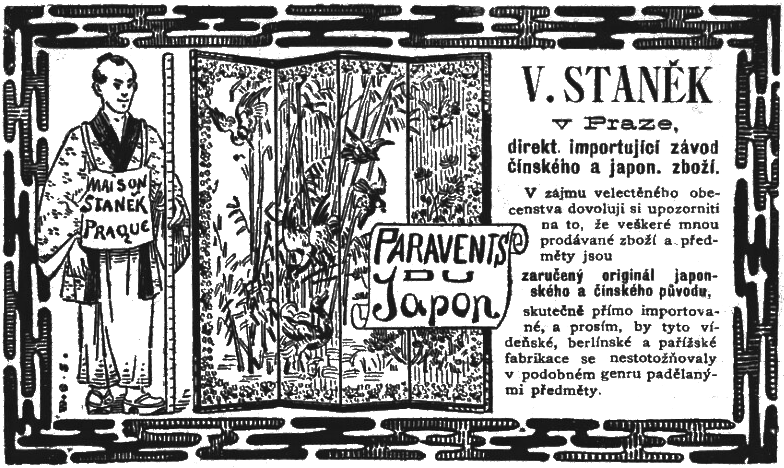
Reklama firmy V. Staněk v magazínu Světozor (1898)
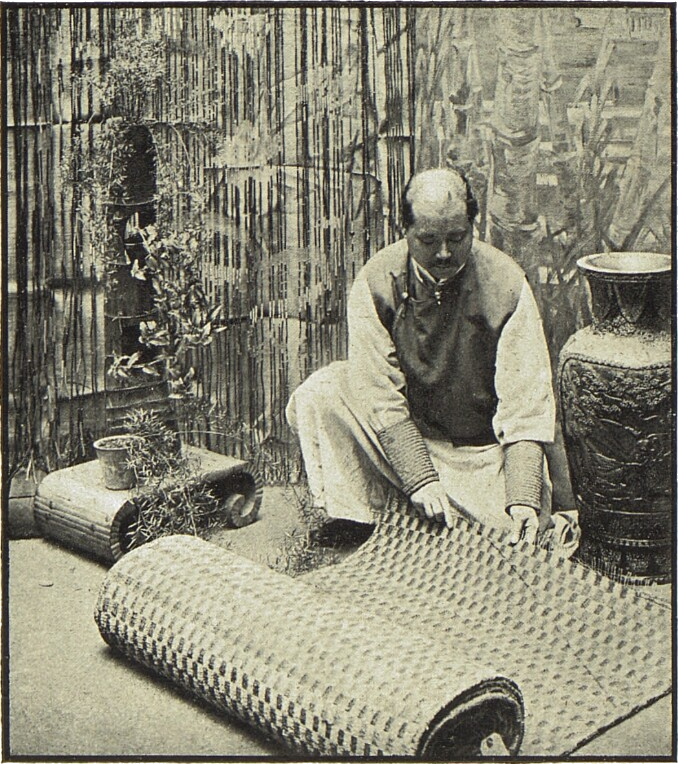
Čínský prodejce Gü Li (Český svět, 1907)
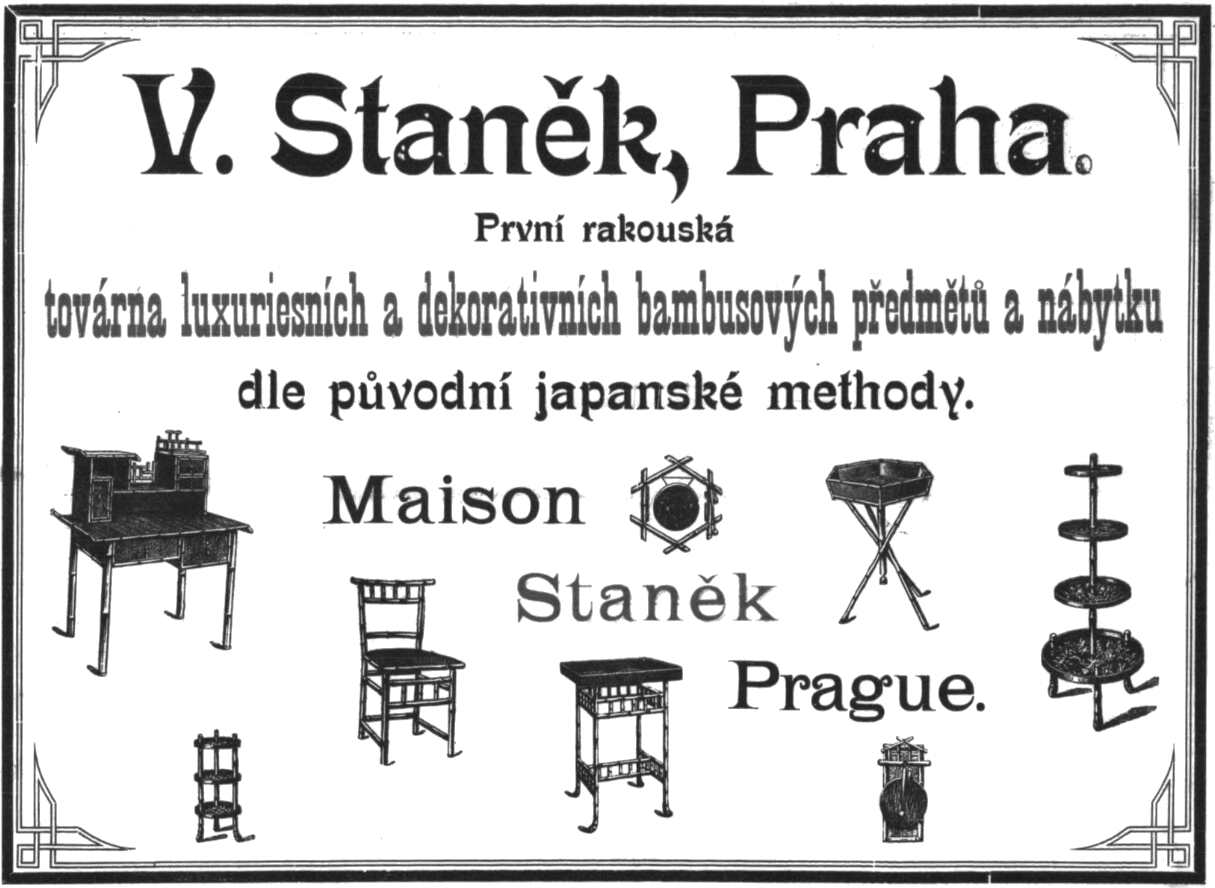
Reklama v magazínu Zlatá Praha (1898)